# Anopheles brohieri
Anopheles brohieri är en tvåvingeart som beskrevs av Edwards 1929. Anopheles brohieri ingår i släktet Anopheles och familjen stickmyggor. Inga underarter finns listade i Catalogue of Life.